# Palyas maculicosta
Palyas maculicosta là một loài bướm đêm trong họ Geometridae.